# Tavazzano (stacja kolejowa)
Tavazzano (włoski: Stazione di Tavazzano) – stacja kolejowa w Tavazzano con Villavesco, w prowincji Mediolan, w regionie Lombardia, we Włoszech. Znajduje się na linii Mediolan – Bolonia.
Według klasyfikacji RFI stacja ma kategorię srebrną.

## Historia
Stacja została otwarta w 1861 roku wraz z uruchomieniem linii kolejowej Mediolan-Piacenza, która później stała się częścią wielkiej włoskiej linii kolejowej z Mediolanu do Rzymu. Została zbudowana na obszarze nie zurbanizowanym, pomiędzy Melegnano i Lodi.
Wokół stacji powstało miasto Tavazzano, które później rozwinęło się szybciej kosztem Villavesco.
W dniu 29 maja 2005 otwarto łącznicę, którą łączy stację Tavazzano, z nową linią dużej prędkości.

## Linie kolejowe
- Mediolan – Bolonia

## Infrastruktura
Stacja ma trzy utwory (dwa do regularnej obsługi pociągów i jeden do wyprzedzania) połączone przez tunel.

## Ruch pociągów
Jest obsługiwany przez pociągi linii S1 (Saronno-Mediolan-Lodi) kolei aglomeracyjnej w Mediolanie Trenord, z półgodzinną częstotliwością od 6 do 21 od poniedziałku do piątku; w godzinach 21-24 raz na godzinę, podobnie w soboty i święta.